# Вакцина проти вірусу папіломи людини

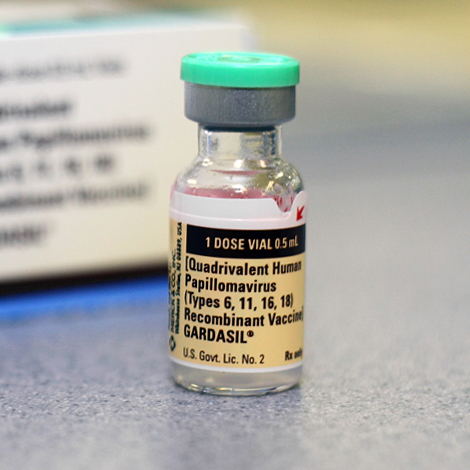
Вакцина Gardasil

Вакцина проти вірусу папіломи людини (англ. human papilloma virus (HPV) vaccine) — комбінована вакцина, яка захищає від деяких видів папіломавірусів людини, що передаються статевим шляхом і використовується для профілактики раку шийки матки, від якого в Україні щороку помирають понад 3000 дівчат і жінок. Віруси папіломи людини типів 16 і 18 відповідають за приблизно 70 % випадків раку шийки матки в світі. Папіломавірус типу 6 і 11 несуть основну відповідальність за розвиток гострих кондилом (генітальних бородавок).

## Типи вакцин
Існують два типи вакцини, ліцензовані в багатьох країнах: Вакцина Церварікс (англ. Cervarix) діє ефективно виключно проти ВПЛ типів 16 та 18. Вакцина Гардасил (англ. Gardasil або також відома як Silgard) — спрямована проти ВПЛ типів 6, 11, 16 і 18. Ефективність Гардасилу з точки зору профілактики ВПЛ, що викликають рак шийки матки, в клінічних випробуваннях склала близько 98-100 % для раніше ВПЛ-неінфікованих осіб.
Ці вакцини ефективні тільки як профілактичні, а не лікувальні, тобто неефективні для інфікованих ВПЛ. Також рекомендується не відмовлятись від скрінінг-тестів для раннього виявлення раку шийки матки, оскільки поки що не всі канцерогенні типи ВПЛ досліджені. Вакцини проти ВПЛ зазвичай добре переносяться і безпечні. Найпоширенішими побічними ефектами є місцеві реакції, такі як почервоніння, набряк і біль у місці ін'єкції. Відомі, однак, і випадки безпліддя.
Вакцина від Sanofi Pasteur MSD вперше була затверджена в червні 2006 року в США та у вересні 2006 року Європейським агентством з лікарських засобів в країнах Європейського Союзу. У Європі вакцина продається під торговою назвою Гардасил або Сілгард. Вакцина містить очищені рекомбінантні L1-білки від капсида з чотирьох папіломавірусів типів 6, 11, 16 і 18, які утворюють разом вірусоподібні частинки. За даними Європейського медичного агентства в Європі до січня 2008 року вже було 1500000 пацієнтів та пацієнток, вакцинованих Гардасилом. У США дозвіл на вакцинацію для запобігання раку шийки матки був розширений у 2008 році. Тепер це робиться також і в Європі, а з жовтня 2009 року Гардасил також схвалений у США для профілактики гострих кондилом у чоловіків і хлопчиків.
Дозвіл на вакцину від GlaxoSmithKline, яка продається під торговою назвою Церварікс, було видано у травні 2007 року в Австралії і у вересні 2007 в Європейському Союзі. Ця вакцина також містить рекомбінантні білки L1 від капсида в у вигляді вірусоподібної частинки, але тільки від папіломи типу 16 і 18.

## У державних програмах
Станом на 2013 рік вакцинація проти ВПЛ увійшла в державну програму вакцинації для понад 80 країн, зокрема таких як Австралія, Канада, Нова Зеландія, Південна Корея та більшості країн Євросоюзу. У США вона регламентується законом в більшості штатів країни. Ціна за вакцинацію (2-3 щеплення) становить від 600 до 800 доларів США. МОЗ України також наголошує на необхідності щеплень проти ВПЛ, однак державної підтримки для обов'язкового щеплення немає.